# Snutka golińska
Snutka golińska – rodzaj haftu ludowego powstały i rozwijający się prawdopodobnie od połowy XIX wieku na terenie całej Wielkopolski z charakterystycznymi motywami ażurowymi powstałymi poprzez wycięcie zbędnego materiału po ukończeniu haftowania. Nazwa haftu pochodzi od sposobu jego wykonywania, a dokładniej od najistotniejszej czynności podczas pracy – nasnuwania.

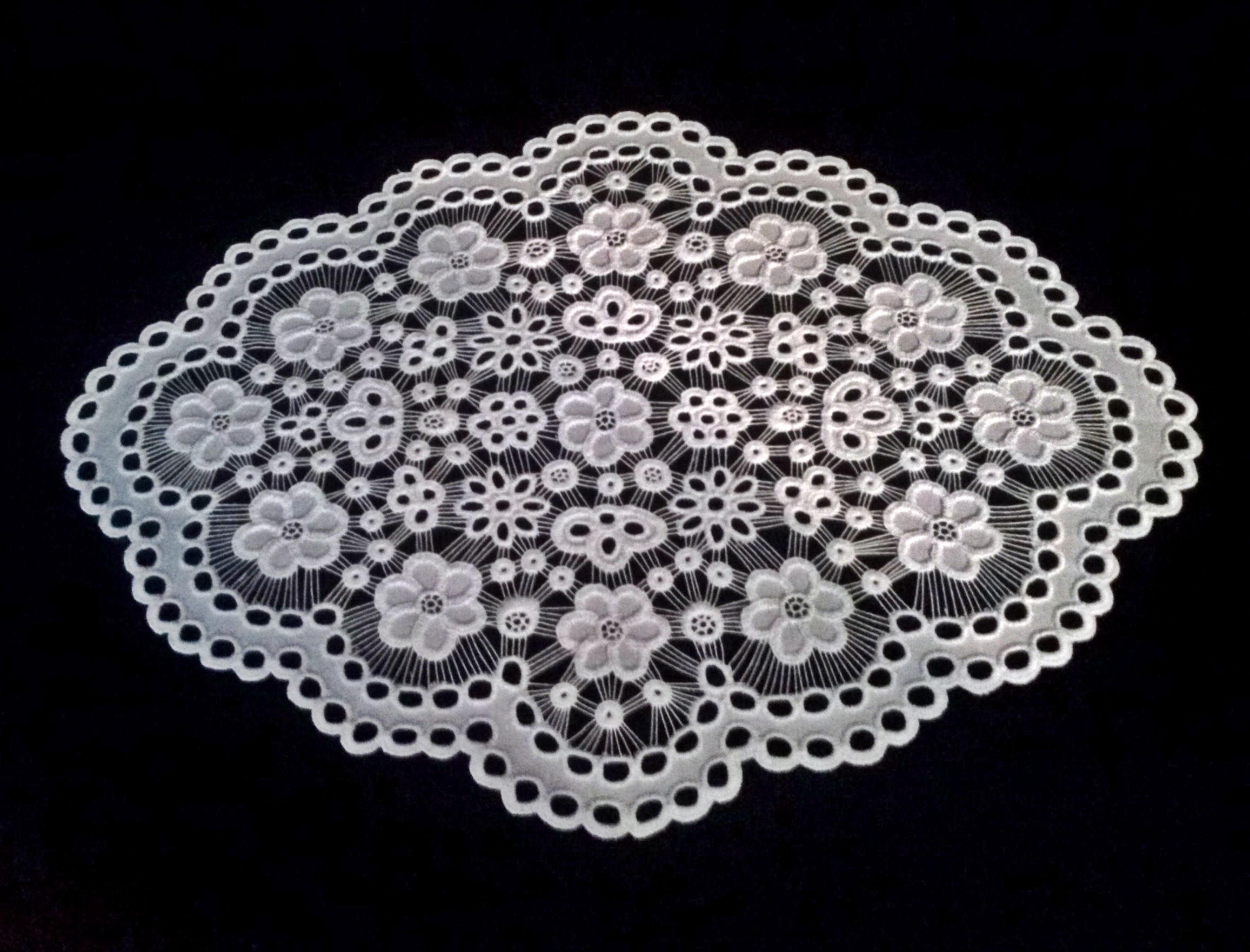
Serweta snutkowa wykonana przez Barbarę Michalak, Golina 2013

## Występowanie
Wielkopolski haft snutkowy, nazywany również snutką golińską jest jedną z odmian haftu ludowego spotykaną do dziś na terenie Wielkopolski. Jego występowanie można zaobserwować głównie w powiecie jarocińskim w miejscowościach Jarocin i Golina, dzięki czemu zawdzięcza on swoją nazwę. Badania terenowe nad strojami ludowymi przeprowadzone przez Adama Glapę w latach 1948-1950 wykazały, iż dawniej haft snutkowy pojawiał się również w powiatach: szamotulskim, leszczyńskim, międzyrzeckim i krotoszyńskim. Dodatkowo, według pracy Haliny Mikułowskiej „Strój kujawski” występował on również na Kujawach. Rozpowszechniony głównie w południowej Wielkopolsce rozwinął się i najdłużej przetrwał we wsi Golina koło Jarocina, gdzie obecnie jest jeszcze uprawiany przez nieliczne grono specjalistek.

## Historia
Wykonywaniem haftów w XIX wieku zajmowała się przede wszystkim biedniejsza warstwa społeczna wsi, by w ten sposób powiększyć swoje dochody. Haftowały również dziewczęta przed zamążpójściem, zbierające się po kilka osób w domach w długie zimowe wieczory.
Na przestrzeni lat wyznaczyć można trzy etapy rozwoju snutek golińskich:

### Etap I
Według Adama Glapy korzenie haftu snutkowego, a zarazem pierwszy etap ich rozwoju, sięgają połowy XIX wieku i łączą się nierozerwalnie z koronką renesansową, pod której wpływem powstały i rozwijały się pierwsze snutki. O podobieństwie i wpływach koronki renesansowej na wielkopolski haft snutkowy świadczy przede wszystkim ażurowość charakterystyczna dla obu wyrobów, różniły je natomiast stopień trudności wykonania, który w przypadku snutki golińskiej jest o wiele niższy oraz elementy zdobnicze. Podczas gdy koronkę renesansową tworzy się poprzez łączenie gotowych motywów, snutki wykonuje się na płacie płótna, a ażury powstają po ukończeniu haftu, w efekcie wycięcia zbędnego materiału.

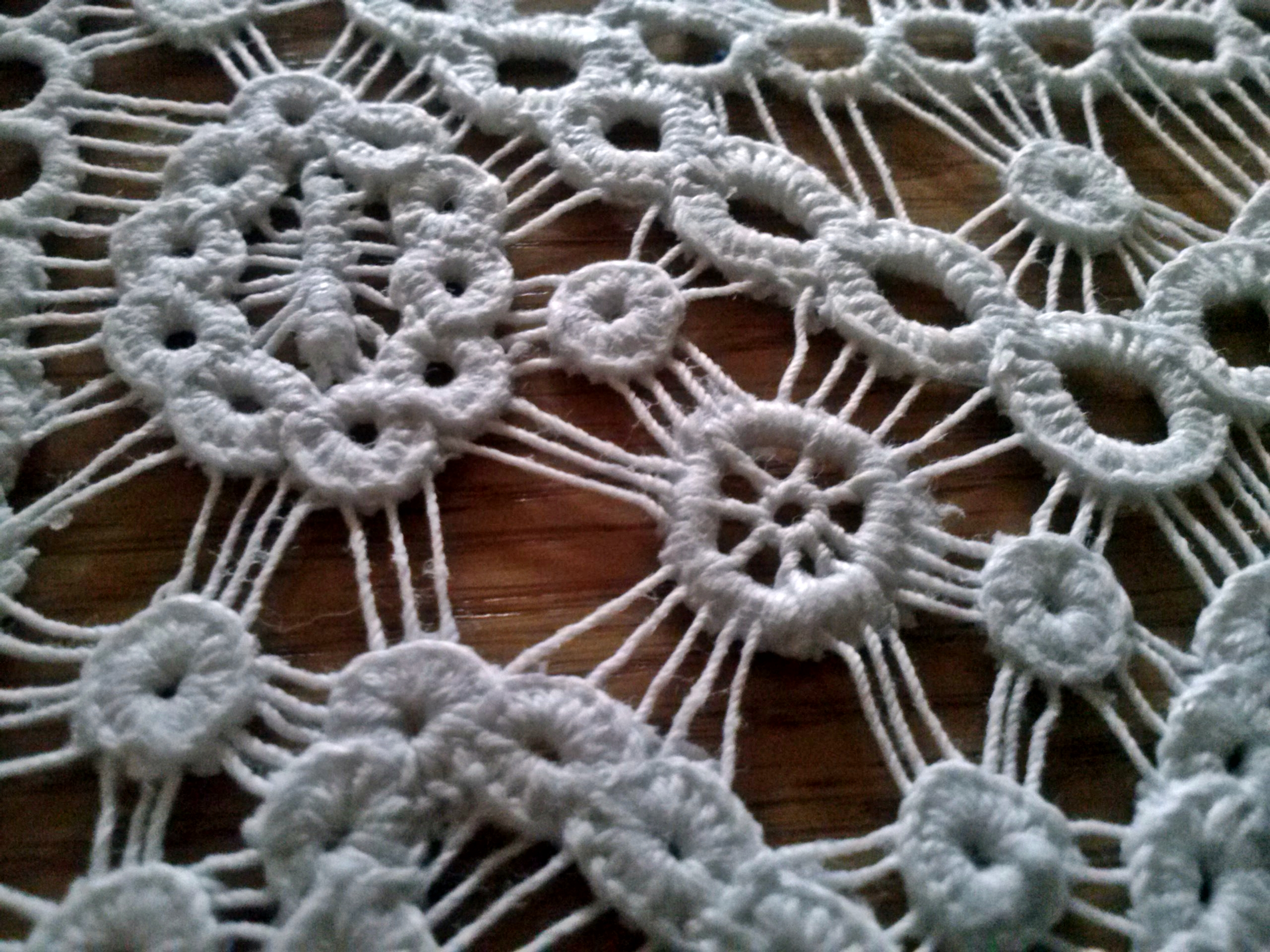
Fragment snutki golińskiej wykonanej przez Zofię Talarowską, Golina 2013

### Etap II
W połowie XIX wieku snutki były w powszechnym użyciu w Golinie. Służyły, jako ozdoby czepków, fryzek, koszul oraz zapasek. Haft ten był wówczas bardzo pospolity, a co za tym idzie wykonywany i noszony w wielkich ilościach. Z początkiem XX wieku zaczęły jednak pojawiać się coraz rzadziej, wypierane przez coraz bardziej popularny ze względów ekonomicznych haft na tiulu, który był nie tylko znacznie łatwiejszy, ale również dużo tańszy. Odrodzenie haftu snutkowego nastąpiło w latach 1894-1945 za sprawą Heleny Moszczeńskiej, ówczesnej właścicielki Goliny. Zaintrygowana pięknem skomplikowanego haftu ludowego zajęła się opieką nad ginącymi snutkami. Wprowadziła nowe, niespotykane wcześniej elementy zdobinowe, organizowała zgromadzenia dziewcząt wiejskich w pałacu, podczas których zachęcała je do wykonywania snutek. Pracami zachowanymi z tamtego okresu są między innymi: obrus ołtarzowy wykonany w roku 1940 przez siostry Banaszyńskie dla ks. Skrzydlewskiego, ówczesnego proboszcza w Poniecu; obrus „składkowy” wykonany przez mieszkanki Goliny w latach 1914-1918, ofiarowany dla miejscowego kościoła; obrus wykonany kilka lat po pierwszej wojnie światowej przez Helenę Bernasowską i Michalinę Pawlak, znajdujący się obecnie w miejscowym drewnianym Sanktuarium Matki Bożej Pocieszenia w Golinie. 

### Etap III
Za początku trzeciego etapu rozwoju haftu snutkowego można przyjąć okres lat powojennych od 1945 roku. Z powodu wojny, reformy rolnej, przemian społecznych a w konsekwencji zaabsorbowania gospodarstwem domowym oraz migracjami ze wsi do miast snutki niemal zupełnie zanikły. Niewiele pozostało hafciarek znających się na sztuce hafciarskiej. Dodatkowo do pracy brakowało im odpowiednich materiałów. Dzięki zainteresowaniu Wojewódzkiego Wydziału Kultury i Sztuki w Poznaniu oraz „Cepelii”, wraz z Wielkopolską Spółdzielnią Przemysłu Ludowego a później Regionalną Spółdzielnię Przemysłu Ludowego i Artystycznego w październiku 1947 roku zorganizowany został kurs haftów golińskich. Organizatorką techniczną była Jadwiga Muszalska, kierowniczką fachową natomiast miejscowa hafciarka Helena Bernasowska. Trzymiesięczny kurs, w którym udział brało 51 uczestniczek pozwolił na powstanie nowej wykwalifikowanej kadry „snutkarek” gotowych przekazywać wiedzę swoim następcom i następczyniom. Patronat nad twórczością przejęły więc instytucje państwowe i spółdzielcze, pozwalające zorganizować zbyt wytworów tej dziedziny sztuki ludowej a tym samym pomagające przetrwać lokalnemu dziedzictwu kulturowemu. Konsekwencją działań wielkopolskich spółdzielni było zainteresowanie innych, między innymi prezesa Samopomocy Chłopskiej w Gostyniu, który zorganizował w Rogowie kurs haftów wielkopolskich. Przedsięwzięcie to odbiło się szerokim echem wśród młodego pokolenia i do kursu przystąpiła liczna grupa dziewcząt pod okiem Wawszczakowej i Antoniny Chudej. Dzięki wsparciu mecenatu państwowego, goliński ośrodek snutkarski działał prężnie, a „Cepelia” popularyzowała haft na terenie całego kraju i za granicą.

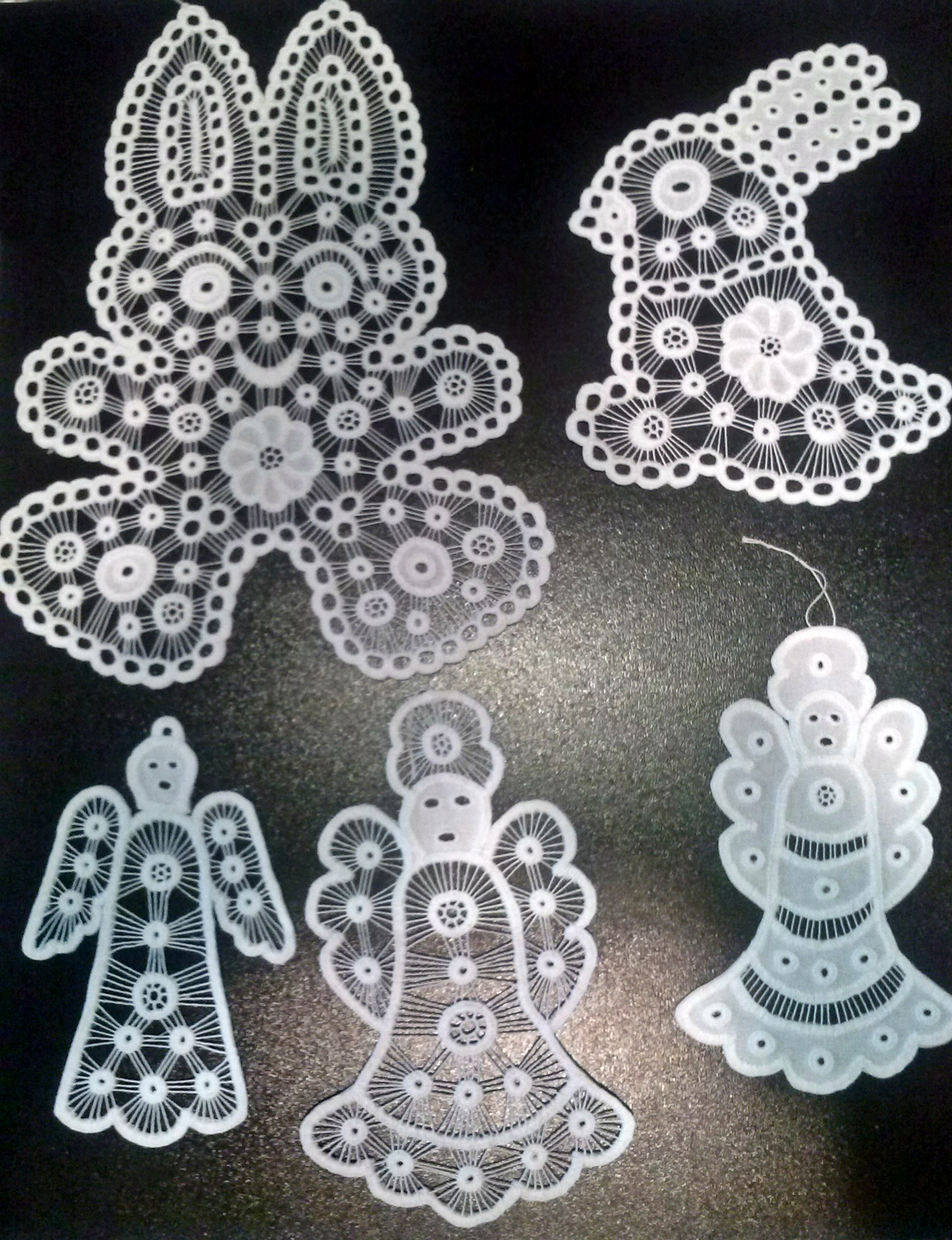
Ozdoby snutkowe wykonane przez Marię Krysztofiak, Golina 2013

Pod koniec XIX wieku haft snutkowy służył głównie do upiększania ubioru: płóciennych oraz tiulowych czepców, zapasek, fartuchów, kryzików, chustek oraz koszul. Początkowo były to pojedyncze elementy zdobnicze snutek, wprowadzone do przeważającego haftu dziurkowanego. Z czasem proporcje ulegały zmianie a haft dziurkowany ustępował miejsca coraz bogatszym motywom snutkowym. Z inicjatywy Moszczeńskiej haftem zaczęto ozdabiać bieliznę kościelną, stołową, serwety i obrusy, bowiem stroje ludowe, których największa ozdobą był haft nasnuwany był po pierwszej wojnie światowej zakładany przez lud coraz rzadziej. Po drugiej wojnie światowej haft ten stosował się prawie wyłącznie do dekoracji serwetek i obrusów stołowych. Badania terenowe pt. „Atlas Polskich Strojów Ludowych: kontynuacja prac wydawniczych, przeprowadzenie badań terenowych i kwerend źródłowych oraz cyfryzacja materiałów źródłowych i udostępnienie ich w Internecie” (2011–2014), realizowane w ramach Narodowego Programu Rozwoju Humanistyki, przeprowadzone w 2013 roku na terenie powiatu jarocińskiego wykazały, iż prócz serwet i obrusów dzisiejsze hafciarki pozwalają sobie na większą inwencję twórczą, tworząc snutkowe ozdoby na choinkę, zawieszki oraz poduchy.

### Współczesność
Współcześnie dzieło Heleny Moszczeńskiej kontynuowane jest przez grono kilkunastu hafciarek z Goliny i innych miejscowości regionu (m.in. zmarłą 26 marca 2012 roku Pelagię Pietrzak, Barbarę Michalak, Danielę Krawczyńską, Stanisławę Kowalską, Genowefę Dopierałę-Osuch, Marię Krysztofiak i Zofię Talarowską). Władze powiatu jarocińskiego, w trosce o zachowanie tradycji organizują corocznie Wystawę Sztuki Ludowej, wykorzystując obszerne zbiory muzeum regionalnego.
Wybitnymi specjalistkami z lat dawniejszych były m.in. Agnieszka Pietrzak, Katarzyna Parolniczak, Franciszka i Jadwiga Banaszyńskie, Michalina Pawlak, Marcyna Trzeciak. Ich imiona stale wspomina się z wielkim uznaniem. Ostatnie z wymienionych, Marcyna Trzeciak, która za sprawą swojego talentu stała się prawą ręką Mosczyńskiej, po utworzeniu Koła Gospodyń Wiejskich w Golinie stała się jego prezeską i kierowała zorganizowanymi kursami haftu snutkowego aż do niemieckiej okupacji. Jedna ze snutkarek, Helena Bernasowska, otrzymała w roku 1975 nagrodę im. Oskara Kolberga a cztery lata później medal Stanisława Staszica za zasługi dla krzewienia i kultywowania tradycji ludowych.

## Wykonanie
Do wykonania snutki golińskiej potrzebne są odpowiednie materiały. Są to: białe płótno fabrycznego wyrobu średniej grubości, białe, silne nici nazywane atłaskiem, igła średniej grubości, przekłuwacz do dziurek, nożyczki i naparstek.
Przed przystąpieniem do haftowania należy wykonać projekt wzoru. Zarówno dawniej, jak i dzisiaj nie wszystkie hafciarki wymyślają wzory we własnym zakresie. Aby uzyskać wzór, w pierwszej kolejności należy zaprojektować go na papierze. Gotowy wzór można wyciąć i obrysować na płótnie bądź przenieść za pomocą kalki. Robótki wykonane techniką haftu nasnuwanego występują zwykle w kolorze białym (tło robótek także jest  białe). Dawniej hafciarki rysowały wzory od razu na materiale. Następną czynnością jest obwiedzenie widocznych linii fastrygą (ściegiem przed igłą, przetykanym, fastrygowym). Fastrygowanie ma na celu zachowanie linii, które w trakcie wykonywania robótki mogą ulec zamazaniu. 

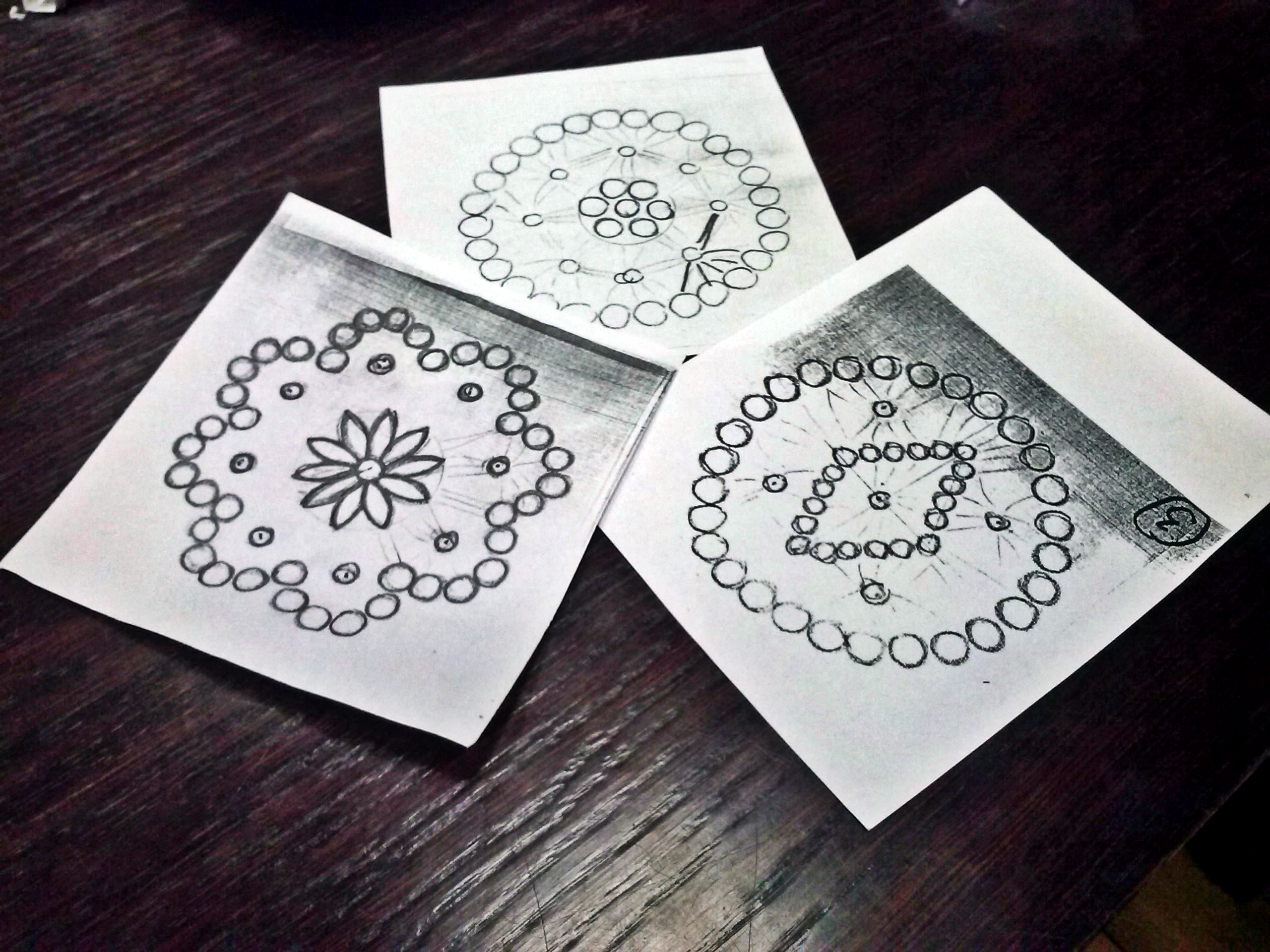
Wzorniki wykonane przez Barbarę Michalak, Jarocin 2013

Po obwiedzeniu przeniesionego wzoru następuje nasnuwanie, wykonywanie snutek lub inaczej nóżek pajęczych, czyli nici będących znakiem rozpoznawczym snutki golińskiej. Polega ono na przeciąganiu nici od jednego motywu do drugiego. Gdy pożądane przestrzenie zostały już nasnute, należy wykonać dziurki w miejscach wcześniej wybranych. Małe dziurki wykonuje się przekłuwaczem (nakłuwaczem), większe i podłużne wycina się nożyczkami. Następnie wzory należy obhaftować ściegiem dzierganym lub „na okrętkę” (okrętkowym). Ścieg dziergany różni się od okrętkowego charakterystycznym łańcuszkiem zdobiącym jedną krawędź ściegu. Ściegiem dzierganym wykonuje się pęczki, okrętkowym szeregi dziurek i plastyczne części motywów.
Po wyhaftowaniu wszystkich motywów robótkę należy wyprać. Najczęściej robi się to w rękach przez przecieranie w mydlanej wodzie. Przyspiesza to rozpuszczanie wzoru wyrysowanego wcześniej za pomocą kalki oraz zapobiega zrywaniu się snutek. Po wypraniu wykonaną pracę trzeba wyprasować, jednak pamiętać trzeba, że robi się to wyłącznie z lewej strony na miękkiej podkładce. Następną czynnością jest wycinanie płótna z miejsc, nad którymi przebiegają nasnute nici. Potrzebne do tego są nożyczki o ostrych końcach. Po wycięciu płótna robótkę się najczęściej krochmali. Wykonywanie snutki metodą „skałdkową” polega na podziale pracy przez kilka hafciarek, których robótki łączy się później w jedną całość. Istnieją dwa sposoby łączenia: prosty, polegający na przyszywaniu części do zrobionej metodą szydełkową lub fabryczną tasiemki; snutkowy, polegający na ułożeniu gotowych fragmentów na materiale, wywróceniu całości lewą strona do góry i przyfastrygowaniu do siebie. Po połączeniu całości przez nasnucie nowych nici fastrygi się wyjmuje.

## Dekoracyjny efekt snutek
Efekt dekoracyjny haftu nasnuwanego zyskuje się poprzez zastosowanie trzech składników: układów dziurek występujących pojedynczo, grupowo i pasowo czy nawet obramowujących niektóre motywy, zestawów motywów, złożonych z płaskich figur o zaokrąglonych narożnikach i dających się najczęściej wpisać w koło lub owal, wykończonych wąskim ściegiem okrętkowym lub dzierganym, odcinków pojedynczych nitek, łączących poszczególne elementy i większe motywy haftu nazywanych „snutkami” lub „nóżkami pajęczymi”. Wycięcie płótna pod nóżkami pajęczymi powoduje wyodrębnienie elementów oraz motywów zdobniczych tworzących wraz z łączącymi je nitkami lekką, przejrzystą kompozycję upodabniającą haft snutkowy do koronki.

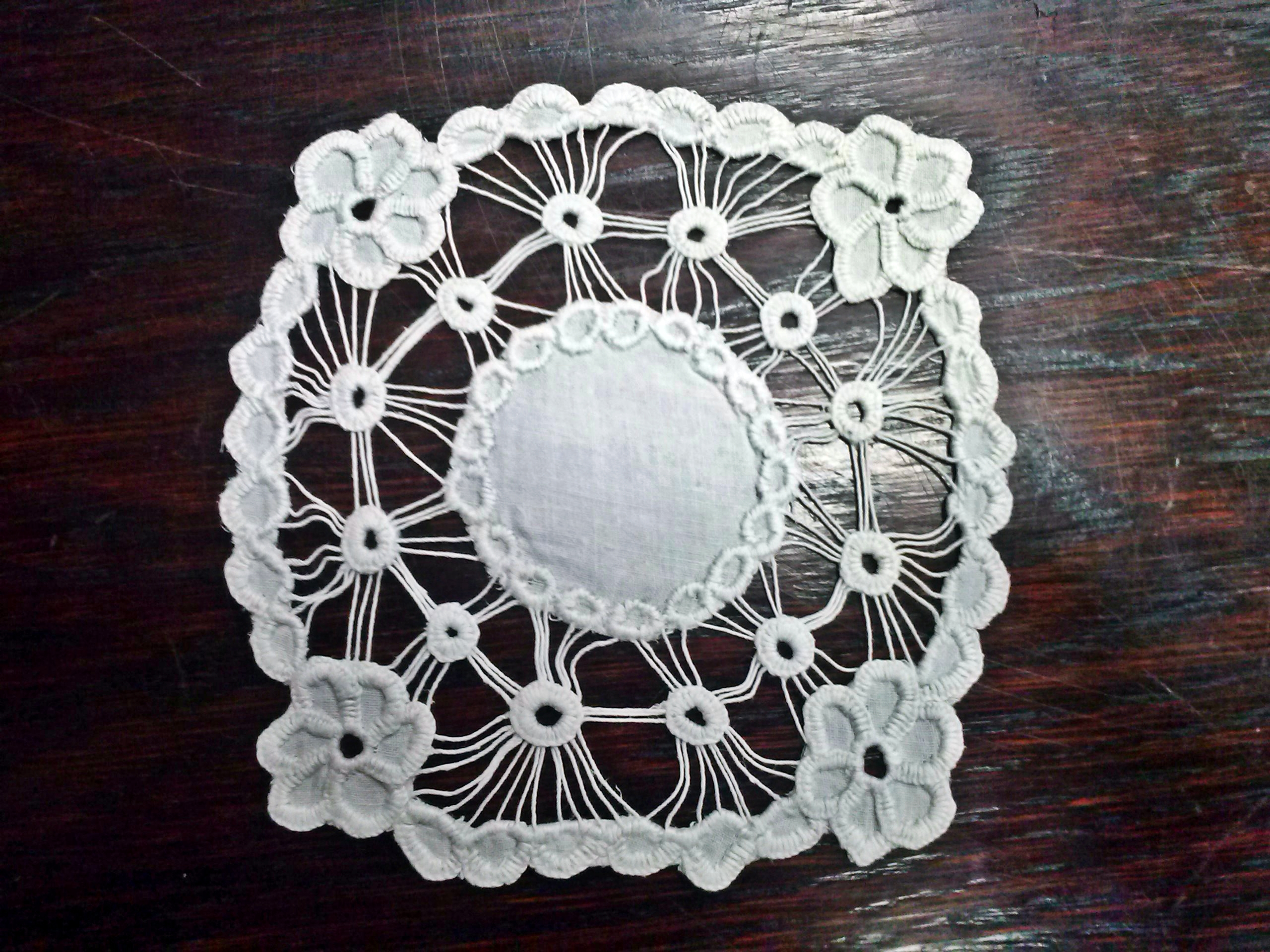
Snutka golińska wykonana przez Barbarę Michalak, Jarocin 2013

## Elementy zdobnicze
Przy komponowaniu wzoru używa się określonych elementów zdobniczych. Są to między innymi: pęczki, pęczki potrójne, baby, dziurki lub kółka pojedyncze, dziurki lub kółeczka potrójne, dziurki podłużne, koszyczki, koszyczki podwójne, kółeczka z dziurkami, pierścienie z dziurek, margaretki, graniotki, skrzydła, muchy chude, muchy tłuste, pszczoły, pawie oczka, pawie oczka potrójne, gajory z koszyczkiem, margaretki chuda lub kwiatuszki, listko z pęczkiem, stokrotki, pawie oczka w kółku, listko snute, mertki, słoneczniki, chmiele, gwiazdy, serca z pęczkami, tarki, pająki.

## Znane współczesne snutkarki
Urodzona w roku 1932 w Golinie Pelagia Pietrzak haftować nauczyła się od swojej matki. Swoją pierwszą pracę wykonała w wieku 15 lat, a jej prace rozsławiły Golinę w całej Polsce i Europie. Obrus wyhaftowany wspólnie z innymi goliniankami znalazł swoje miejsce u boku Jana Pawła II w Watykanie. Ich wyroby zdobią również stroje zespołu Mazowsze. Pelagia Pietrzak zajmowała się również pracą instruktorską. Zaczęła prowadzić kursy dla kobiet w całym powiecie jarocińskim. Podsumowaniem jej pracy oraz działalności na rzecz przekazywania wiedzy było przyznanie jej w 1988 roku Ogólnopolskiej Nagrody im. Oskara Kolberga, najwyższego odznaczenia dla twórcy ludowego. Była także wieloletnią członkinią Stowarzyszenia Twórców ludowych w Lublinie. Współpracowała przez wiele lat z Centrum Kultury i Sztuki w Kaliszu, uczestnicząc w wystawach, warsztatach oraz Targach Sztuki Ludowej przy plenerowych Estradach Folkloru.
Barbara Michalak urodzona 31 października 1932 roku w Podzamczu k/Kępna techniki wykonywania haftu snutkowego nauczyła się od Kunegundy Krzyżaniak, która za swoją działalność w 1988 otrzymała Nagrodę im. Oskara Kolberga. Inspirując się istniejącymi wzorami znajdującymi się na eksponatach w Muzeum Regionalnym w Jarocinie oraz kościele pani Michalak zaczęła tworzyć nowe, własne kompozycje. Wprowadziła na nowo wiele zapomnianych elementów. Za pośrednictwem Spółdzielni Folklor w Poznaniu Barbara Michalak w latach 70 rozpoczęła współpracę z „Cepelią”. Swoje prace prezentuje na licznych wystawach, przeglądach i konkursach, organizowanych przez Ministerstwo Kultury oraz władze lokalne. Od 1995 roku jest członkiem Stowarzyszenia Twórców Ludowych. O talencie artystki świadczy posiadanie jej prac przez muzea etnograficzne w Krakowie, Warszawie, Poznaniu, Jarocinie i Zielonej Górze. Do najważniejszych nagród Barbary Michalak można zaliczyć:: roczne stypendium twórcze w 2005 r. przyznane przez ministra kultury na wniosek starosty jarocińskiego, nagrodę w Ogólnopolskim Konkursie Sztuki Ludowej „A to Polska właśnie” zorganizowanym przez Stowarzyszenie Twórców Ludowych, jedną z trzech nagród w III Konkursie „Snutki Golińskie” zorganizowanym przez burmistrza Jarocina i Muzeum Regionalne w Jarocinie.

## Aplikacja do projektowania Snutki Golińskiej
W 2018 roku powstała aplikacja do projektowania Snutki Golińskiej, która dostępna jest pod adresem snutka.pl Aplikacja powstała w ramach projektu "Snutka Łączy" realizowanego przez Stowarzyszenie "Nasza Wspólnota" im. ks. Szczepana Toboły w Golinie. Ponadto w ramach projektu zdigitalizowano prawie 80 snutek, które znajdują się w zbiorach Muzeum Regionalnego w Jarocinie. Pliki w wersji cyfrowej trafiły do zbiorów Narodowego Instytutu Muzealnictwa i Ochrony Zbiorów,  jarocińskiego muzeum oraz stowarzyszenia „Nasza Wspólnota”.  Digitalizacją zajęło się Archiwum Państwowe w Poznaniu. 
Aplikacja umożliwia m.in.:
- wybór kształtu snutki z bazy wzorów
- wybór motywów snutki z bazy wzorów
- równe rozmieszczenie motywów
- generowanie kształtu snutki, który równo rozłoży motywy na planie koła, kwadratu lub prostokąta
- generowanie snuć, który umożliwia równe  i symetryczne rozłożenie snuć
- zapis projektu do pliku pdf oraz w wersji wektorowej (svg), dzięki czemu projekt możemy wydrukować i za pomocą sublimacji przenieść na płótno
- zapis projektu na swoim komputerze, dzięki czemu możemy kontynuować prace później lub wysłać projekt do znajomej snutkarki
- wczytanie wcześniej przygotowanego projektu, dzięki czemu możemy np. rozbudować wcześniej zaprojektowaną snutkę, lub tworzyć nowy wzór wymieniając we wcześniejszym projekcie jeden z elementów.

## Snutki golińskie w ekspozycjach muzealnych
Snutka golińska pojawiła się w latach 1964-1965 w Poznaniu jako element wystawy wielkopolskich haftów ludowych. Organizatorami wystawy byli: Prezydium Wojewódzkiej Rady Narodowej w Poznaniu, Wydział Kultury i Muzeum Narodowe, Oddział Kultury i Sztuki Ludowej. Bezpośrednimi wykonawcami byli: komisarz wystawy mgr Maksymilian Prill, redaktor mgr Zbigniew Toroński, scenarzysta mgr Zofia Grodecka, oprawa plastyczna Irena Jarzyńska. Wystawa obejmowała 111 eksponatów, z czego wiele pokazanych było po raz pierwszy. Zgromadzone eksponaty pochodziły głównie z okolic Poznania oraz obszarów sąsiednich.
Obecnie kolekcje haftów snutkowych znajdują się w zbiorach:
- Muzeum Etnograficznego w Warszawie
- Muzeum Etnograficznego w Krakowie
- Muzeum Etnograficznego w Poznaniu
- Muzeum Regionalnego w Jarocinie
- Muzeum Okręgowego Ziemi Kaliskiej